# Campeonato Russo de Futebol de 1999 - Terceira Divisão
O Campeonato Russo de Futebol - Terceira Divisão de 1999 foi o oitavo torneio desta competição. Participaram cento e dezenove equipes. O nome do campeonato era "Segunda Divisão" (Vtórai Divizion), dado que a primeira divisão era a "Divisão Suprema" (Vysshaia Divizion) e a segunda divisão era a "Primeira Divisão" (Perváia Divizion). O campeonato era dividido em seis torneios independentes - Zona Leste, Oeste, Central, Sul, Ural e Volga sendo 20 na Oeste, 19 na Central, 19 na Sul, 18 na Volga, 16 na Ural e 16 na Leste.

## Participantes da Zona Oeste
| Equipe                         | Cidade               | Região              | No ano anterior                                                  | Estádio                     | Capacidade | Títulos          | Participações |
| ------------------------------ | -------------------- | ------------------- | ---------------------------------------------------------------- | --------------------------- | ---------- | ---------------- | ------------- |
| FC Dinamo Vologda              | Vologda              | Oblast de Vologda   | Nono Lugar                                                       | Estádio Dínamo              | 10.000     | 0 (não possui)   | 7             |
| FC Mosenergo Moscovo           | Prospekt Vernadskogo | Moscovo             | Quarto Lugar                                                     | --                          | --         | 0 (não possui)   | 5             |
| FC Avtomobilist Noguinsk       | Noginsky             | Oblast de Moscovo   | Sétimo Lugar                                                     | Estádio Istomkino           | 500        | 0 (não possui)   | 3             |
| FC Spartak Shchyolkovo         | Shchyolkovsky        | Oblast de Moscovo   | Vice Campeão                                                     | Estádio Spartak             | 500        | 0 (não possui)   | 6             |
| FC Dínamo São Petersburgo      | Petrogrado           | São Petersburgo     | Oitavo Lugar                                                     | Estádio Petrovsky           | 21.570     | 0 (não possui)   | 5             |
| FC Volga Tver                  | Tver                 | Oblast de Tver      | Décimo Quinto Lugar                                              | Estádio Khimik              | 7.875      | 0 (não possui)   | 7             |
| Spartak Moscovo B              | Presnensky           | Moscovo             | Quinto Lugar                                                     | Estádio Lujniki             | 81.000     | 1 (1992 Zona 03) | 4             |
| PFC CSKA Moscovo B             | Khamovniki           | Moscovo             | Décimo Segundo Lugar                                             | Estádio Lujniki             | 81.000     | 0 (não possui)   | 4             |
| Dínamo Moscovo B               | Aeroport             | Moscovo             | Terceiro Lugar                                                   | Estádio Dínamo de Moscou    | 36.540     | 0 (não possui)   | 4             |
| Torpedo Moscovo B              | Danilovsky           | Moscovo             | Décimo Sétimo Lugar                                              | Estádio Eduard Streltsov    | 13.200     | 0 (não possui)   | 4             |
| Lokomotiv Moscovo B            | Preobrazhenskoye     | Moscovo             | Décimo Oitavo Lugar                                              | Estádio Lokomotiv de Moscou | 30.000     | 0 (não possui)   | 4             |
| FC Zenit São Petersburgo B     | Petrogrado           | São Petersburgo     | Sexto Lugar                                                      | Estádio Kirov               | 100.000    | 0 (não possui)   | 3             |
| FC Spartak Kostroma            | Kostroma             | Oblast de Kostroma  | Décimo Nono Lugar                                                | Estádio Urojay              | 3.200      | 0 (não possui)   | 4             |
| FC Volochanin Vyshny Volochyok | Vyshny Volochyok     | Oblast de Tver      | Décimo Quarto Lugar                                              | Estádio Spartak             | 5.000      | 0 (não possui)   | 4             |
| FC Energiya Velikiye Luki      | Velikiye Luki        | Oblast de Pskov     | Décimo Primeiro Lugar                                            | Estádio Express             | ---        | 0 (não possui)   | 2             |
| FC Neftyanik Iaroslavl         | Iaroslavl            | Oblast de Iaroslavl | Décimo Sexto Lugar                                               | Estádio Slavneft            | ---        | 0 (não possui)   | 2             |
| FC Sportakademklub Moscovo     | Izmaylovo            | Moscovo             | Décimo Terceiro Lugar                                            | Estádio FOP Izmaylovo       | 10.000     | 0 (não possui)   | 3             |
| FC Spartak-Peresvet Briansk    | Briansk              | Oblast de Briansk   | Nono Lugar (Zona Central)                                        | Estádio Dínamo              | 10.100     | 0 (não possui)   | 2             |
| FC Oazis Yartsevo              | Yartsevsky           | Oblast de Smolensk  | Acesso pelo Campeonato Russo de Futebol de 1998 - Quarta Divisão | ----                        | ---        | 0 (não possui)   | 1             |

## Participantes da Zona Central
| Equipe                      | Cidade         | Região             | No ano anterior                                                  | Estádio                  | Capacidade | Títulos          | Participações |
| --------------------------- | -------------- | ------------------ | ---------------------------------------------------------------- | ------------------------ | ---------- | ---------------- | ------------- |
| FC Spartak Riazan           | Riazan         | Oblast de Riazan   | Terceiro Lugar                                                   | Estádio CSK              | 25.000     | 0 (não possui)   | 7             |
| FC Don Novomoskovsk         | Novomoskovsky  | Oblast de Tula     | Sétimo Lugar                                                     | Estádio Khimik           | 5.200      | 0 (não possui)   | 5             |
| FC Oriol                    | Oriol          | Oblast de Oriol    | Vice Campeão                                                     | Estádio Central          | 14.600     | 0 (não possui)   | 5             |
| FC Spartak Tambov           | Tambov         | Oblast de Tambov   | Quarto Lugar                                                     | Estádio Spartak          | 6.500      | 0 (não possui)   | 5             |
| FC Lokomotiv Liski          | Liskinsky      | Oblast de Voronej  | Quinto Lugar                                                     | Estádio Lokomotiv        | 10.000     | 0 (não possui)   | 4             |
| FC Kosmos Elektrostal       | Elektrostal    | Oblast de Moscovo  | Sexto Lugar                                                      | ---                      | ---        | 0 (não possui)   | 3             |
| FC Spartak Lukhovitsy       | Lukhovitsky    | Oblast de Moscovo  | Oitavo Lugar                                                     | Estádio Spartak          | 4.400      | 0 (não possui)   | 2             |
| FC Torpedo Vladimir         | Vladimir       | Oblast de Vladimir | Décimo Lugar                                                     | Estádio Torpedo          | 19.700     | 0 (não possui)   | 3             |
| FC Fabus Bronnitsy          | Bronnitsy      | Oblast de Moscovo  | Décimo Primeiro Lugar                                            | Estádio Central          | 4.400      | 0 (não possui)   | 2             |
| FC Dínamo Briansk           | Briansk        | Oblast de Briansk  | Décimo Segundo Lugar                                             | Estádio Dínamo           | 10.100     | 0 (não possui)   | 2             |
| FC Kolomna                  | Kolomna        | Oblast de Moscovo  | Décimo Terceiro Lugar                                            | Estádio Avangard         | 10.200     | 0 (não possui)   | 2             |
| FC Arsenal Tula B           | Tula           | Oblast de Tula     | Décimo Quarto Lugar                                              | Estádio Arsenal          | 20.048     | 0 (não possui)   | 2             |
| FC Titan Jeleznodorojny     | Jeleznodorojny | Oblast de Moscovo  | Décimo Quinto Lugar                                              | ---                      | --         | 0 (não possui)   | 3             |
| FC Lokomotiv Kaluga         | Kaluga         | Oblast de Kaluga   | Décimo Sétimo Lugar                                              | Estádio Central          | 4.000      | 0 (não possui)   | 2             |
| FC Salyut-YUKOS Belgorod    | Belgorod       | Oblast de Belgorod | Décimo Nono Lugar                                                | Estádio Salyut           | 12.000     | 1 (1993 Zona 02) | 5             |
| FC Avangard Kursk           | Kursk          | Oblast de Kursk    | Décimo Oitavo Lugar                                              | Estádio Trudovye Rezervy | 11.329     | 0 (não possui)   | 4             |
| FC Khimki                   | Khimki         | Oblast de Moscovo  | Décimo Lugar (Zona Oeste)                                        | Arena Khimki             | 18.000     | 0 (não possui)   | 2             |
| FC Spartak-Chukotka Moscovo | Danilovsky     | Moscovo            | Acesso pelo Campeonato Russo de Futebol de 1998 - Quarta Divisão | Estádio Eduard Streltsov | 14.274     | 0 (não possui)   | 1             |
| FC Spartak-Telekom Shuya    | Shuya          | Oblast de Ivanovo  | Décimo Segundo Lugar (Zona do Volga)                             | Estádio Trud VM Metelsky | ---        | 0 (não possui)   | 2             |

## Participantes da Zona Leste
| Equipe                           | Cidade            | Região                | No ano anterior                                                    | Estádio                     | Capacidade | Títulos               | Participações |
| -------------------------------- | ----------------- | --------------------- | ------------------------------------------------------------------ | --------------------------- | ---------- | --------------------- | ------------- |
| FC KUZBASS Kemerovo              | Kemerovo          | Oblast de Kemerovo    | Décimo Primeiro Lugar                                              | Estádio Shakhtyor           | 4.174      | 0 (não possui)        | 7             |
| FC Dínamo Barnaul                | Barnaul           | Krai de Altai         | Nono Lugar                                                         | Estádio Dínamo              | 16.000     | 0 (não possui)        | 5             |
| FC Metallurg Novokuznetsk        | Novokuznetsk      | Oblast de Kemerovo    | Quinto Lugar                                                       | Estádio Metallurg           | 8.500      | 0 (não possui)        | 6             |
| FC SKA-Energiya Khabarovsk       | Khabarovsk        | Krai de Khabarovsk    | Quarto Lugar                                                       | Estádio Lênin               | 15.200     | 0 (não possui)        | 6             |
| FC Amur-Energiya Blagoveshchensk | Blagoveshchensk   | Oblast de Amur        | Sexto Lugar                                                        | Estádio Amur                | 13.500     | 0 (não possui)        | 7             |
| FC Selenga Ulan-Ude              | Ulan-Ude          | Buriácia              | Oitavo Lugar                                                       | Estádio Central de Buriácia | 10.000     | 0 (não possui)        | 6             |
| FC Chkalovets Novosibirsk        | Novosibirsk       | Oblast de Novosibirsk | Vice Campeão                                                       | Estádio Spartak             | 12.500     | 1 (1994 Zona Sibéria) | 4             |
| FC Okean Nakhodka                | Nakhodka          | Krai do Litoral       | Décimo Terceiro Lugar                                              | Estádio Vodnik              | 10.000     | 0 (não possui)        | 3             |
| FC Zvezda Irkutsk                | Irkutsk           | Oblast de Irkutsk     | Terceiro Lugar                                                     | Estádio Trud                | 28.500     | 0 (não possui)        | 2             |
| FC Luch Vladivostok              | Vladivostok       | Krai do Litoral       | Sétimo Lugar                                                       | Estádio Dínamo              | 10.500     | 0 (não possui)        | 2             |
| FC Zarya Leninsk-Kuznetsky       | Leninsk-Kuznetsky | Oblast de Kemerovo    | Décimo Lugar                                                       | Estádio Shakhtyor           | 6.000      | 1 (1992 Zona 06)      | 3             |
| FC Sibiryak Bratsk               | Bratsk            | Oblast de Irkutsk     | Décimo Quarto Lugar                                                | Estádio Metallurg           | 8.000      | 0 (não possui)        | 2             |
| FC Dínamo Omsk                   | Omsk              | Oblast de Omsk        | Décimo Primeiro Lugar (Zona Ural)                                  | Estádio Dínamo              | 4.000      | 0 (não possui)        | 7             |
| FC Samotlor-XXI Nijnevartovsk    | Nijnevartovsk     | Khantia-Mansia        | Décimo Lugar (Zona Ural)                                           | Estádio Central             | ---        | 0 (não possui)        | 6             |
| FC Irtysh Omsk                   | Omsk              | Oblast de Omsk        | Rebaixado do Campeonato Russo de Futebol de 1998 - Segunda Divisão | Estádio Estrela Vermelha    | 18.000     | 1 (1996 Zona Leste)   | 2             |
| FC Reformatsiya Abakan           | Abakan            | Cacássia              | Acesso pelo Campeonato Russo de Futebol de 1998 - Quarta Divisão   | ---                         | ---        | 0 (não possui)        | 1             |

## Participantes da Zona Sul
| Equipe                          | Cidade             | Região                  | No ano anterior                                                    | Estádio                  | Capacidade | Títulos          | Participações |
| ------------------------------- | ------------------ | ----------------------- | ------------------------------------------------------------------ | ------------------------ | ---------- | ---------------- | ------------- |
| FC Torpedo Taganrog             | Taganrog           | Oblast de Rostov        | Nono Lugar                                                         | Estádio Torpedo          | --         | 0 (não possui)   | 7             |
| FC Kavkazkabel Prokhladny       | Prokhladny         | Cabárdia-Balcária       | Quarto Lugar                                                       | --                       | --         | 0 (não possui)   | 8             |
| FC Avtodor Vladikavkaz          | Vladikavkaz        | Ossétia do Norte-Alânia | Quinto Lugar                                                       | Estádio SOK Tedeyev      | 3.000      | 1 (1992 Zona 02) | 7             |
| FC Angust Nasran                | Nazran             | Inguchétia              | Vice Campeão                                                       | Estádio Rashid Aushev    | 3.500      | 0 (não possui)   | 4             |
| FC Venets Gulkevichi            | Gulkevichsky       | Krai de Krasnodar       | Décimo Primeiro Lugar                                              | --                       | --         | 0 (não possui)   | 8             |
| FC Jemtchujina B                | Sóchi              | Krai de Krasnodar       | Décimo Oitavo Lugar                                                | Estádio Central de Sóchi | 12.500     | 0 (não possui)   | 3             |
| FC Rostselmash Rostov do Don B  | Rostov do Don      | Oblast de Rostov        | Sexto Lugar                                                        | Estádio Rostselmash      | 15.840     | 0 (não possui)   | 4             |
| FC Iriston Vladikavkaz          | Vladikavkaz        | Ossétia do Norte-Alânia | Décimo Sexto Lugar                                                 | Estádio SOK Tedeyev      | 3.000      | 0 (não possui)   | 7             |
| FC Dínamo Makhachkala           | Mahackala          | Daguestão               | Décimo Quarto Lugar                                                | Estádio Dínamo           | 15.200     | 0 (não possui)   | 4             |
| FC Beshtau Lermontov            | Lermontov          | Krai de Stavropol       | Décimo Nono Lugar                                                  | Estádio Beshtau          | 5.500      | 0 (não possui)   | 4             |
| FC Slaviansk Slaviansk do Kuban | Slaviansk do Kuban | Krai de Krasnodar       | Sétimo Lugar                                                       | --                       | --         | 0 (não possui)   | 4             |
| FC Shakhtyor Shakhty            | Shakhty            | Oblast de Rostov        | Décimo Quinto Lugar                                                | Estádio Shakhty          | ---        | 0 (não possui)   | 4             |
| FC Mozdok                       | Mozdoksky          | Ossétia do Norte-Alânia | Oitavo Lugar                                                       | Estádio Trud             | ----       | 0 (não possui)   | 2             |
| FC Nart Nartkala                | Urvansky           | Cabárdia-Balcária       | Décimo Lugar                                                       | Estádio Khimik           | --         | 0 (não possui)   | 2             |
| FC Torpedo Georgiyevsk          | Georgiyevsk        | Krai de Stavropol       | Décimo Segundo Lugar                                               | Estádio Torpedo          | 3.000      | 0 (não possui)   | 2             |
| FC Drujba Maikop                | Maikop             | Adiguésia               | Rebaixado do Campeonato Russo de Futebol de 1998 - Segunda Divisão | Estádio Yunost           | 7.000      | 0 (não possui)   | 1             |
| FC Kuban Krasnodar              | Krasnodar          | Krai de Krasnodar       | Rebaixado do Campeonato Russo de Futebol de 1998 - Segunda Divisão | Estádio Kuban            | 32.000     | 0 (não possui)   | 1             |
| FC Vityaz Krymsk                | Krymsky            | Krai de Krasnodar       | Acesso pelo Campeonato Russo de Futebol de 1998 - Quarta Divisão   | Estádio Vityaz           | 8.000      | 0 (não possui)   | 1             |
| FC SKVO Rostov do Don           | Rostov do Don      | Oblast de Rostov        | Acesso pelo Campeonato Russo de Futebol de 1998 - Quarta Divisão   | Estádio SKA SKVO         | 27.300     | 0 (não possui)   | 6             |

## Participantes da Zona Ural
| Equipe                             | Cidade            | Região                | No ano anterior                                                    | Estádio             | Capacidade | Títulos          | Participações |
| ---------------------------------- | ----------------- | --------------------- | ------------------------------------------------------------------ | ------------------- | ---------- | ---------------- | ------------- |
| FC UralAZ Miass                    | Miass             | Oblast de Cheliabinsk | Quinto Lugar                                                       | Estádio Trud        | 3.000      | 0 (não possui)   | 6             |
| FC Metallurg Metiznik Magnitogorsk | Magnitogorsk      | Oblast de Cheliabinsk | Oitavo Lugar                                                       | Estádio Central     | --         | 0 (não possui)   | 6             |
| FC Nosta Novotroitsk               | Novotroitsk       | Oblast de Oremburgo   | Vice Campeão                                                       | Estádio Metallurg   | 10.000     | 0 (não possui)   | 8             |
| FC Kurgan                          | Kurgan            | Oblast de Kurgan      | Décimo Quinto Lugar                                                | Estádio Central     | 8.000      | 0 (não possui)   | 7             |
| FC Dínamo Ijevsk                   | Ijevsk            | Udmúrtia              | Décimo Sétimo Lugar                                                | Estádio Torpedo     | 19.200     | 0 (não possui)   | 5             |
| FC Energiya Tchaikovsky            | Tchaikovsky       | Oblast de Perm        | Quarto Lugar                                                       | Estádio Energiya    | ---        | 0 (não possui)   | 6             |
| FC Sodovik Sterlitamak             | Sterlitamak       | Bascortostão          | Sexto Lugar                                                        | Estádio Sodovik     | 6.200      | 0 (não possui)   | 5             |
| FC Irtysh Tobolsk                  | Tobolsk           | Oblast de Tiumen      | Décimo Terceiro Lugar                                              | Estádio Tobol       | 3.402      | 0 (não possui)   | 6             |
| FC Uralmash Yekaterinburg          | Ecaterimburgo     | Oblast de Sverdlovsk  | Terceiro Lugar                                                     | Estádio Central     | 30.000     | 0 (não possui)   | 2             |
| FC Zenit Cheliabinsk               | Cheliabinsk       | Oblast de Cheliabinsk | Sétimo Lugar                                                       | Estádio Central     | 15.000     | 0 (não possui)   | 2             |
| FC Dínamo Perm                     | Perm              | Oblast de Perm        | Nono Lugar                                                         | Estádio Dínamo      | ---        | 0 (não possui)   | 2             |
| FC Gazovik Oremburgo               | Oremburgo         | Oblast de Oremburgo   | Décimo Segundo Lugar                                               | Estádio Gazovik     | 4.950      | 0 (não possui)   | 4             |
| FC Neftyanik Pokhvistnevo          | Pokhvistnevo      | Oblast de Samara      | Décimo Sexto Lugar                                                 | ---                 | --         | 0 (não possui)   | 2             |
| FC Neftekhimik Nizhnekamsk         | Nizhnekamsk       | Tartaristão           | Rebaixado do Campeonato Russo de Futebol de 1998 - Segunda Divisão | Estádio Neftekhimik | 3.000      | 1 (1992 Zona 05) | 2             |
| FC KAMAZ Naberejnye Chelny         | Naberejnye Chelny | Tartaristão           | Rebaixado do Campeonato Russo de Futebol de 1997 - Segunda Divisão | Estádio KAMAZ       | 10.000     | 0 (não possui)   | 1             |

## Participantes da Zona Volga
| Equipe                          | Cidade     | Região                   | No ano anterior                                                    | Estádio                  | Capacidade | Títulos               | Participações |
| ------------------------------- | ---------- | ------------------------ | ------------------------------------------------------------------ | ------------------------ | ---------- | --------------------- | ------------- |
| FC Svetotekhnika Saransk        | Saransk    | Mordóvia                 | Sétimo Lugar                                                       | Estádio Start            | 11.581     | 0 (não possui)        | 6             |
| FC Torpedo Pavlovo              | Pavlovsky  | Oblast de Níjni Novgorod | Vice Campeão                                                       | Estádio Torpedo          | 6.000      | 0 (não possui)        | 7             |
| FC Arzamas                      | Arzamas    | Oblast de Níjni Novgorod | Sexto Lugar (Zona Central)                                         | Estádio Znamia           | 6.000      | 1 (1993 Zona 03)      | 6             |
| FC Volga Ulianovsk              | Ulianovsk  | Oblast de Ulianovsk      | Décimo Primeiro Lugar                                              | Estádio Trud             | 10.000     | 0 (não possui)        | 3             |
| FC Biokhimik-Mordovia Saransk   | Saransk    | Mordóvia                 | Oitavo Lugar                                                       | Estádio Start            | 11.581     | 0 (não possui)        | 2             |
| FC Zenit Penza                  | Penza      | Oblast de Penza          | Nono Lugar                                                         | Estádio Primeiro de Maio | 5.000      | 0 (não possui)        | 5             |
| FC Torpedo Volzhsky             | Volzhsky   | Oblast de Volgogrado     | Terceiro Lugar                                                     | Estádio Loginov          | 7.000      | 1 (Zona Central 1994) | 3             |
| FC Rotor Volgogrado B           | Volgogrado | Oblast de Volgogrado     | Décimo Sétimo Lugar                                                | Estádio Central          | 32.120     | 0 (não possui)        | 4             |
| FC Khimik Dzerjinsk             | Dzerjinsk  | Oblast de Níjni Novgorod | Décimo Quinto Lugar                                                | Estádio Khimik           | 10.000     | 0 (não possui)        | 4             |
| FC Iskra Engels                 | Engels     | Oblast de Saratov        | Décimo Quarto Lugar                                                | Estádio Municipal        | 12.000     | 0 (não possui)        | 3             |
| FC Energetik Uren               | Urensky    | Oblast de Níjni Novgorod | Quarto Lugar                                                       | Estádio Energetik        | 3.000      | 0 (não possui)        | 4             |
| FC Diana Voljsk                 | Voljsk     | Mari El                  | Sexto Lugar                                                        | Estádio Municipal        | 12.500     | 0 (não possui)        | 2             |
| FC Salyut Saratov               | Saratov    | Oblast de Saratov        | Décimo Sexto Lugar                                                 | Estádio Salyut           | 2.110      | 0 (não possui)        | 2             |
| FC Energiya Ulianovsk           | Ulianovsk  | Oblast de Ulianovsk      | Décimo Terceiro Lugar                                              | Estádio Trud             | 10.000     | 0 (não possui)        | 2             |
| FC Balakovo                     | Balakovo   | Oblast de Saratov        | Décimo Lugar                                                       | Estádio Trud             | 12.000     | 0 (não possui)        | 3             |
| FC Lada Togliatti VAZ-Togliatti | Togliatti  | Oblast de Samara         | Rebaixado do Campeonato Russo de Futebol de 1998 - Segunda Divisão | Estádio Torpedo          | 18.000     | 0 (não possui)        | 1             |
| FC Vyatka Kirov                 | Kirov      | Oblast de Kirov          | Acesso pelo Campeonato Russo de Futebol de 1998 - Quarta Divisão   | Estádio Rússia           | 2.000      | 0 (não possui)        | 2             |
| FC Metallurg Vyksa              | Vyksa      | Oblast de Níjni Novgorod | Acesso pelo Campeonato Russo de Futebol de 1998 - Quarta Divisão   | ---                      | ---        | 0 (não possui)        | 1             |

## Regulamento
O campeonato foi disputado no sistema de pontos corridos em turno e returno nos seis torneios. Os campeões das Zonas se classificavam para uma fase final, onde apenas três eram ascendidos para o Campeonato Russo de Futebol de 2000 - Segunda Divisão e os dois últimos colocados de cada zona eram rebaixados para o Campeonato Russo de Futebol de 2000 - Quarta Divisão.

## Resultados do Campeonato

### Resultados da Zona Oeste
Avtomobilist foi o campeão e foi para a fase final. 

Volga Tver e Spartak-Peresvet foram rebaixados para a quarta divisão russa.

### Resultados da Zona Central
Spartak Chukotka (de Moscovo) foi o campeão foi para a fase final.

Torpedo de Vladimir e Salyut de Belgorod foram rebaixados para a quarta divisão russa.

### Resultados da Zona Leste
Metallurg de Novokusnetsk foi o campeão foi para a fase final.

Samotlor foi rebaixado para a quarta divisão russa.

### Resultados da Zona Sul
Kuban foi o campeão foi para a fase final. 

Beshau e Torpedo de Georgiyevsk foram rebaixados para a quarta divisão russa.

### Resultados da Zona Ural
Nosta foi o campeão foi para a fase final. 

Neftyanik de Pokhvistnyovo foi rebaixado para a quarta divisão russa.

### Resultados da Zona do Volga
Lada de Togliatti foi o campeão foi para a fase final.

Zenit de Penza e Arzamas foram rebaixados para a quarta divisão russa.

### Fase final
Jogos:
Spartak-Chukotka X Avtomobilist

Lada X Kuban

Nosta X Metallurg

Spartak-Chukotka de Moscovo, Lada de Togliatti e Nosta Novotroitsk foram promovidos para o Campeonato Russo de Futebol de 2000 - Segunda Divisão.

## Campeão
| Campeão Russo da Terceira Divisão de 1999 - Zona Oeste |
| ------------------------------------------------------ |
| FC Avtomobilist Noguinsk 1° Título                     |

| Campeão Russo da Terceira Divisão de 1999 - Zona Leste |
| ------------------------------------------------------ |
| FC Metallurg Novokuznetsk 2° Título                    |

| Campeão Russo da Terceira Divisão de 1999 - Zona Central |
| -------------------------------------------------------- |
| FC Spartak-Chukotka Moscovo 1° Título                    |

| Campeão Russo da Terceira Divisão de 1999 - Zona Sul |
| ---------------------------------------------------- |
| FC Kuban Krasnodar 1° Título                         |

| Campeão Russo da Terceira Divisão de 1999 - Zona do Volga |
| --------------------------------------------------------- |
| FC Lada Togliatti VAZ-Togliatti 1° Título                 |

| Campeão Russo da Terceira Divisão de 1999 - Zona Ural |
| ----------------------------------------------------- |
| FC Nosta Novotroitsk 1° Título                        |